# Alex Wilcox
Alex Wilcox (* 2. November 1973 in San Diego, Kalifornien) ist ein US-amerikanischer Pornodarsteller. 

## Leben und Karriere
Alex Wilcox begann seine Filmkarriere als Pornodarsteller zunächst ab 1997 in einigen Low-Budget-Produktionen. Er spielte in Pornofilmen für mehrere homosexuelle Pornostudios in den Vereinigten Staaten; unter anderem stand er für Falcon Entertainment, Vivid Man, Channell Releasing, All Words Video, Jet Set, Pacific Sun und Studio 2000 vor der Kamera. Zwischen 1997 und 2003 wirkte er, in Haupt- und Nebenrollen, insgesamt in über 120 Pornofilmen mit. Teilweise trat er dabei unter dem Pseudonym Zach auf.
Mehrfach arbeitete er in seiner Karriere mit dem Pornodarsteller und späteren Regisseur Paul Barresi zusammen, der Wilcox immer wieder in seinen Filmen besetzte. Unter Barresis Regie drehte Wilcox unter anderem die Filme Somethin’ About A Soldier (2000), Gaywatch (1999), Campus Capers (2000), At First Glance (1999, Regiment Studios) und The Mentor (1999, Pacific Sun Entertainment).
Die meisten seiner Filme drehte Wilcox, in einer relativ kurzen Zeitspanne, in den beiden Jahren 1999/2000. In den Jahren 1999/2000 erreichte seine Karriere mit seinen Engagement für Falcon Studios auch den Höhepunkt. 2000 war er auch für den GayVN Award in der Kategorie Best Newcomer nominiert.
Für Falcon Entertainment drehte Wilcox die beiden Filme Fulfilled (1999) und Snap Shots (2000). In Fulfilled (1999) hatte Wilcox eine der Hauptrollen; er spielte einen Masseur, der zunächst von seinem Klienten oral befriedigt wird und dann mit seinem Kunden in einer Analsex-Szene zu sehen ist. In Snap Shots (2000) war er Teil einer Männer-Orgie, einer Outdoor-Szene, in der vier Jungs nach einem Volleyball-Spiel Sex miteinander haben.
In dem Pornofilm Street Hustlers (1999, Street Corner Studios) war Wilcox in der Eröffnungsszene des Films zu sehen. Er spielte einen Rechtsanwalt, der einen jungen lateinamerikanischen Stricher auf der Straße anspricht, und ihn, statt zu bezahlen, mit juristischen Ratschlägen belohnt. 2000 spielte er eine Hauptrolle in dem für das Label Jocks Studios, dem auf jüngere Models ausgerichteten Porno-Label von Falcon Entertainment, gedrehten Pornofilm Thrusted. Wilcox stellte, mit Anzug und Krawatte, einen eleganten Immobilienmakler dar, der einem Kunden eine Wohnung zeigt und anschließend mit ihm Sex hat.
2000 war er für das Porno-Label Pacific Sun in dem Pornofilm Str8-A-Head (Veröffentlichung: 2001) erneut in einer Hauptrolle zu sehen. Er spielte die Rolle des Geschäftsmanns Cade Foster. Wilcox verkörperte darin einen, nach außen als „Hetero“ auftretenden, Leitenden Angestellten, der sich seine homosexuellen Neigungen zunächst nicht eingestehen will und sein Sexerlebnis aus der High-School-Zeit als einmaligen Ausrutscher entschuldigt. Am Ende steht er jedoch zu seiner Liebe zu der männlichen Hauptfigur des Films. AVN Video News bezeichnete den Film als „mittelmäßiges Melodrama“, in dem lediglich die beiden Hauptdarsteller Nick Steel und Alex Wilcox über dem Durchschnitt agierten.
Gelegentlich war Wilcox auch in Pornofilmen im bisexuellen Genre zu sehen, so 1999 unter der Regie von Chi Chi LaRue in dem im Wilden Westen angesiedelten Pornofilm Miss Kitty's Litter: Days Gone Bi. 
Als letzter Film seiner aktiven Karriere gilt der Pornofilm The Hung Houseboy (2003). Nach Beendigung seiner aktiven Karriere wurde 2008 die Falcon Entertainment-Kompilation The Best of Dylan Reece veröffentlicht, in der die Szene mit Dylan Reece und Alex Wilcox aus Thrusted (2000) enthalten ist. 

## Rollen-Image und Vermarktung
Wilcox, selbst möglicherweise heterosexuell, gehörte zur Kategorie der „Gay-for-pay“-Darsteller im homosexuellen Filmgeschäft. Wilcox wirkte sowohl in aktiven als auch passiven Oralsex-Szenen mit. In Analsex-Szenen übernahm er ausschließlich die „aktive“ Rolle (Top). Mehrere seiner Filmauftritte enthielten auch Kussszenen. Einige seiner Filme beinhalteten Wrestling-Elemente. 
Mit seinem sehr männlichen, guten Aussehen, einem Filmschauspieler ähnlich, und seinem perfekt proportionierten Körper war Wilcox während seiner Karriere, obwohl er keinerlei Auszeichnungen gewinnen konnte, dennoch einer der bekanntesten Stars. Er galt als „leidenschaftlicher Top“.
Wilcox wurde von den Filmstudios und Porno-Labels häufig als der erotische typische amerikanische Mann von nebenan vermarktet; als Typus des „sexy All-American hunk“ wurde er somit zur Projektionsfläche des homosexuellen Zuschauers.
In Kritiken und Filmbesprechungen wurde jedoch mehrfach seine Darstellung als „hölzern“ und mechanisch kritisiert. Er wurde als der „unbesungene Held des [schwulen] Pornofilms“ bezeichnet; seine Star-Qualitäten kamen insbesondere dann zur Geltung, wenn er neben jüngeren Darstellern besetzt wurde. In Filmbesprechungen wurde auch gelegentlich auf Wilcox’ frühere Probleme mit Akne hingewiesen, die eine größere Karriere möglicherweise verhinderten.
Häufig wurde er bei DVD-Veröffentlichungen als Cover-Model präsentiert, so unter anderem bei Extra Service (1998), Hardcore mat Fights (1999), 964 Dicks St. (1999; mit Wilcox in der Eröffnungsszene des Films), Street Hustlers (1999), At First Glance (1999), Gaywatch (1999), Thrusted (2000), Size Is Everything (2001; mit Wilcox in der Eröffnungsszene des Films) und bei der Kompilation Meet Packers 2 (1997–2000, Hollywood Sales).

## Tätigkeit als Model
Neben seiner Tätigkeit als Pornodarsteller war Wilcox auch als Model in der Erotikbranche tätig. Im Mai 1999 wurde er als Cover-Model des US-amerikanischen Magazins Men abgelichtet. Im Juli 2000 war er Cover-Model der Zeitschrift Jock. Die Ausgaben enthielten mehrseitige Fotostrecken von Wilcox mit erotischen Fotos, in denen er vollständig nackt und teilweise mit erigiertem Penis abgebildet war. Weitere Fotostrecken mit Wilcox erschienen unter anderem in den Magazinen Mandate (Oktober 1999), Dude (Januar 2000, November 2002), All Man (Juli 2000) und Blueboy (Januar 2002).

## Filmografie
| - 1997: At Home Gang Bang - 1997: Oiled, Grappled And Fucked - 1997: Oiled, Grappled And Fucked 2 - 1997: Street Hustlers - 1998: Boy Toy Wrestling 2 - 1998: Cheap Thrills - 1998: Compu.Sex - 1998: Extra Service - 1998: Gang Bang Cadet: The Few, The Proud, The Horny - 1998: LA Heat - 1998: My Secret Lust - 1998: Outdoor Quickies - 1998: Sex Animal City - 1998: Young Men On The Pleasure Trail - 1999: 964 Dicks St. - 1999: At First Glance - 1999: Beach Patrol - 1999: Body Worship 25 - 1999: Bootie Nights - 1999: Down Austin Lane - 1999: Gang Bang Jocks - 1999: Gaywatch 1 - 1999: Hardcore Mat Fights - 1999: Hot For Sex - 1999: I Know Who You Blew Last Summer - 1999: In-house Hustler - 1999: Magic Hands 36 - 1999: Malibu Guest House - 1999: Man Cravings - 1999: Man Trade Solos - 1999: Marine Father, Navy Son - 1999: Mentor - 1999: Miss Kitty's Litter - 1999: Opposites Attract - 1999: Rear Window - 1999: Reel Life Stories of the Homo Patrol #1 | - 1999: Rodd Of Steel - 1999: Street Hustlers - 1999: Thrusted - 1999: Valley Masseur - 2000: All American Beauties - 2000: All American Surfers - 2000: Best Of Trade Solos - 2000: Body Worship 28 - 2000: Campus Capers - 2000: Down Austin Lane - 2000: FULLfilled - 2000: Fantasies Of Men In Uniforms - 2000: Goosed Again - 2000: Machismo - 2000: Meat Packers 2 (Kompilation) - 2000: Night Has Eyes - 2000: Oiled, Grappled And Fucked 3 - 2000: Oiled, Grappled And Fucked 4 - 2000: Playing with Fire 2: Burn with Passion - 2000: Size Is Everything - 2000: Size Of It - 2000: Snap Shots - 2000: Snap Shots - 2000: Str8-A-Head - 2000: The Final Link - 2000: When A Top Man Tumbles - 2001: Big Brother's Watching - 2001: Oh No! I have entered your body - 2001: Thom Kats - 2002: Best of Sex 1 - 2002: Somethin' About A Soldier - 2002: Straight Off the Beach 3 - 2002: Telling Tails - 2003: The Hung Houseboy - 2008: Best of Dylan Reece (Kompilation) |